# Dale Ellis
Dale Ellis (ur. 10 sierpnia 1960 w Marietta) – amerykański koszykarz, obrońca, uczestnik NBA All-Star Game. Otrzymał nagrodę dla zawodnika, który poczynił największy postęp.
Jest rekordzistą NBA w liczbie minut (69) spędzonych na parkiecie w trakcie pojedynczego spotkania.
W sezonie 1993/1994 został pierwszym zawodnikiem w historii NBA, który przekroczył w całej karierze liczbę 1000 celnych rzutów za 3 punkty (1013).

## Osiągnięcia
Na podstawie, o ile nie zaznaczono inaczej.
NCAA
- Uczestnik rozgrywek:
  - Sweet Sixteen turnieju NCAA (1981)
  - II rundy turnieju NCAA (1980–1983)
- Mistrz sezonu regularnego konferencji Southeastern (SEC – 1982)
- 2-krotny zawodnik roku konferencji SEC (1982, 1983)[6]
- Zaliczony do
  - I składu All-American (1983)
  - II składu All-American (1982)
- Drużyna Tennessee Volunteers zastrzegła należący do niego numer 14

NBA
- Zdobywca nagrody dla zawodnika, który poczynił największy postęp - NBA Most Improved Player Award (1987)[2]
- Zwycięzca konkursu rzutów za 3 punkty organizowanego podczas NBA All-Star Weekend (1989)
- Wybrany do III składu NBA (1989)[7]
- Uczestnik:
  - meczu gwiazd NBA (1989)
  - konkursu rzutów za trzy punkty organizowanego przy okazji NBA All-Star Weekend (1986–89, 1994, 1997–1998)[8]
- Lider NBA w skuteczności rzutów za 3 punkty (1998)[9]
- 2–krotny zawodnik tygodnia NBA (8.01.1989, 17.11.1996)[10]